# Asdrúbal de la Torre
Asdrúbal de la Torre Morán (Quito, 1927) es un reconocido caricaturista, periodista y médico ecuatoriano.

## Formación
Realizó sus estudios de medicina en la Universidad Central del Ecuador y se especializó en el Brasil en pediatría, en el Instituto de Puericultura e Pediatria Martagão Gesteira de Río de Janeiro. El título de periodista le fue entregado posteriormente, como a muchos periodistas que se formaron en el quehacer diario cuando no había una escuela especializada.

## Biografía
Se inició como caricaturista deportivo en el desaparecido diario El Sol de Quito en 1951, mientras cursaba los estudios de medicina; pasó luego al diario El Comercio en el que entre 1952 y 1976 diariamente, ilustró el editorial gráfico y junto a otros periodistas quiteños participó en la revista de humor político, ya desaparecida, La Bunga.
Desde 1986 realizó una caricatura diaria en el diario Hoy, al igual que lo hizo en El Comercio, como editorial gráfico y además realizó ilustraciones de artículos de opinión en este diario de Quito. Colaboró también en el suplemento de humor político El Antiácido, de este mismo diario. Dejó de trabajar en el diario Hoy el 26 de agosto de 2014, cuando la Superintendencia de Compañías del Ecuador disolvió a Edimpres, empresa editora de ese medio escrito.
Ha realizado ilustraciones para diversos libros, como las realizadas en el último libro de su amigo el escritor ecuatoriano, ya fallecido, Jorge Enrique Adoum Aproccimasión a la paraliteratura publicado por Ediciones Archipiélago del Ecuador y en Cuba dentro de la colección de ensayos Argos.
Como periodista, y junto a los periodistas ecuatorianos Jorge Fernández, Gonzalo Córdova, Marco Ordóñez -ya fallecidos- y otros, en 1959, luego que la UNESCO aprobó su creación,  crearon el Centro Internacional de Estudios Superiores de Comunicación para América Latina, CIESPAL, institución de la cual fue director administrativo y también director general por dos períodos. También fue gestor, junto a otros periodistas, de la revista de comunicación social Chasqui, editada por CIESPAL.
Se desempeñó, también, como presidente de la Unión Nacional de Periodistas.

## Servicio público
Su labor como médico la realizó en el sector público, en el Instituto Ecuatoriano de Seguridad Social, IESS.
En el área de la salud pública se desempeñó como Ministro de Salud del Ecuador por dos periodos y también como Director del Consejo Nacional de Salud de ese país, además de representar al Ecuador en varios foros internacionales en las áreas relacionadas con salud y comunicación social.
Ha sido también concejal municipal de Quito en tres ocasiones, vicealcalde y alcalde (encargado) durante la alcaldía de Sixto Durán Ballén. Past-Gobernador del Distrito 4400 (1988-1989), como miembro del Club Rotario de Quito Latitud Cero. Actualmente es miembro del Club Rotario Latitud Cero, también de Quito.
A lo largo de su vida ha recibido numerosas condecoraciones y reconocimientos.[¿cuál?]